# Boudewijn Zenden
Boudewijn Zenden (wym. [baʊdəʋɛɪn zɛndəŋ]ⓘ; ur. 15 sierpnia 1976 w Maastricht) – holenderski piłkarz, który grał na pozycji pomocnika.
Zenden piłkarską karierę zaczynał w rodzinnej miejscowości Maastricht, w małej szkółce o nazwie Leonidas. Profesjonalną karierę Zenden zaczynał jednak w klubie PSV Eindhoven. Ten lewy pomocnik zadebiutował w Eredivisie 28 sierpnia 1994 roku w meczu, który PSV Eindhoven wygrało z Vitesse Arnhem 4-2, a Zenden wszedł wówczas na boisko w 84 minucie. Już w pierwszym sezonie gry wówczas 18-letni Zenden grał dużo w pierwszym składzie i zaliczył 27 występów i zdobył 5 bramek, co jak na tak młodego zawodnika było sukcesem. W kolejnych latach Zenden był podporą PSV Eindhoven i uważano, że ma wielki talent. Nie wyobrażano sobie lewego skrzydła bez niego. Podczas całego pobytu w Eindhoven (1994–1998) Zenden rozegrał w lidze 112 meczów i zdobył 32 bramki. Do sukcesów należy zdobycie mistrzostwa Holandii w 1997 roku oraz Pucharu Holandii w 1996 roku. W 1998 roku zainteresowała się nim wielka FC Barcelona i za 12 milionów euro Zenden przeszedł na Półwysep Iberyjski. Jednak w Barcelonie nie pokazał w pełni swojego talentu i nie grał zbyt dobrze. Trener Louis van Gaal na lewym skrzydle wolał Marca Overmarsa. W Hiszpanii jedynym sukcesem było zdobycie mistrzostwa Hiszpanii w 1999 roku. Potem szło mu coraz to gorzej. Ogółem przez 3 sezony (grał w Barcelonie do lata 2001) w Primera División rozegrał tylko 64 mecze i zdobył tylko 2 bramki.
Słaba gra w Hiszpanii spowodowała, że w 2001 roku bez żalu sprzedano Zendena za 8 milionów euro do Chelsea. Jednak w Londynie również nie radził sobie. W 2 sezonach ugrał 42 mecze i strzelił 4 bramki, za to w nowym sezonie 2003–2004 nie widziano dla niego miejsca w pierwszym zespole i po Zendena zgłosił się Middlesbrough F.C. Zenden, który odszedł do tego zespołu za darmo, sezon zaliczył całkiem udany – 31 meczów, 4 gole. Dodatkowo w marcu 2004 Zenden zdobył zwycięską bramkę w finale Pucharze Ligi Angielskiej przeciwko Boltonowi i dzięki temu Middlesbrough F.C. zdobyło pierwsze trofeum w historii. W następnym sezonie Zenden doznał ciężkiej kontuzji, która umożliwiła mu zagranie tylko 4 meczów, a w lipcu 2005 podpisał kontrakt z Liverpool, do którego odszedł bez sumy odstępnego. Z nowym klubem zdołał już wygrać Superpuchar Europy, kiedy to Liverpool wygrał z CSKA Moskwa.
24 maja 2007 manager Liverpoolu Rafael Benítez ogłosił, że klub nie przedłuży kontraktu z Zendenem. 6 lipca 2007 Zenden podpisał dwuletni kontrakt z Olympique Marsylia. W czasie dwóch sezonów gry w tym zespole wystąpił w ponad 50 ligowych spotkaniach i zdobył sześć bramek. W październiku 2009 roku jako wolny zawodnik podpisał roczny kontrakt z Sunderlandem.
W reprezentacji Holandii Zenden zadebiutował 30 kwietnia 1997 roku w wygranym 6-0 meczu z reprezentacją San Marino. Grał już na tak wielkich imprezach jak: MŚ w 1998 oraz Euro 2000 i Euro 2004. Na tej pierwszej imprezie zajął 4. miejsce, a jego gol był golem honorowym w spotkaniu o 3. miejsce z Chorwacją. Jego dorobek reprezentacyjny zakończył się na 54 meczach i 7 bramkach.

## Kariera
| Sezon   | Klub               | Rozgrywki                  | Mecze | Bramki |
| ------- | ------------------ | -------------------------- | ----- | ------ |
| 1994/95 | PSV Eindhoven      | Eredivisie                 | 27    | 5      |
| 1995/96 | PSV Eindhoven      | Eredivisie                 | 25    | 7      |
| 1996/97 | PSV Eindhoven      | Eredivisie                 | 34    | 8      |
| 1997/98 | PSV Eindhoven      | Eredivisie                 | 26    | 12     |
| 1998/99 | FC Barcelona       | Primera División           | 25    | 0      |
| 1999/00 | FC Barcelona       | Primera División           | 29    | 2      |
| 2000/01 | FC Barcelona       | Primera División           | 10    | 0      |
| 2001/02 | Chelsea F.C.       | Premiership                | 21    | 3      |
| 2002/03 | Chelsea F.C.       | Premiership                | 21    | 1      |
| 2003/04 | Chelsea F.C.       | Premiership                | 0     | 0      |
| 2003/04 | Middlesbrough F.C. | Premiership                | 31    | 4      |
| 2004/05 | Middlesbrough F.C. | Premiership                | 36    | 5      |
| 2005/06 | Liverpool F.C.     | Premiership                | 7     | 2      |
| 2006/07 | Liverpool F.C.     | Premiership                | 16    | 0      |
| 2007/08 | Olimpique Marsylia | Ligue 1                    | 27    | 2      |
| 2008/09 | Olimpique Marsylia | Ligue 1                    | 27    | 4      |
| 2009/10 | Sunderland A.F.C.  | Premiership                | 20    | 2      |
| 2010/11 | Sunderland A.F.C.  | Premiership                | 27    | 2      |
|         |                    | Łącznie w Eredivisie       | 112   | 32     |
|         |                    | Łącznie w Primera División | 64    | 2      |
|         |                    | Łącznie w Premiership      | 179   | 19     |
|         |                    | Łącznie w Ligue 1          | 54    | 6      |